# Az elnök végveszélyben
Az elnök végveszélyben (eredeti cím: White House Down) 2013-ban bemutatott amerikai akcióthriller, melyet James Vanderbilt forgatókönyvéből Roland Emmerich rendezett. A főbb szerepekben Channing Tatum, Jamie Foxx, Maggie Gyllenhaal, James Woods, Jason Clarke és Richard Jenkins látható. 
2013. június 28-án mutatták be az amerikai mozikban. A 150 millió dollárból készült film bevétele világszerte több mint 205 millió amerikai dollár lett, kritikai fogadtatása vegyes volt.
Az elnök végveszélyben azon 2013-as filmek egyike, melyek egy Fehér Ház elleni terroristatámadásról szólnak. A Támadás a Fehér Ház ellen szintén 2013-ban jelent meg.

## Cselekmény
Egy terroristacsapat elfoglalja a világon legjobban védett középületet, a Fehér Házat, csakhogy a tervük elvégzéséhez szükségük van az elnökre is. Az elnök (Jamie Foxx), akit John Cale (Channing Tatum), a magányos zsaru óv. A Fehér Házat fegyveresek veszik körül, egy mindenre elszánt paramilitáris egység. Azonban John mindenre fel van készülve, hogy megvédje az elnököt és végrehajtsa azt a feladatot, amire megesküdött – minden áron meg akarja menteni túszul ejtett lányát és megóvni az elnök életét.

## Szereplők
| Színész           | Szerep                                       | Magyar hang       |
| ----------------- | -------------------------------------------- | ----------------- |
| Channing Tatum    | John Cale, az Egyesült Államok rendőrtisztje | Dévai Balázs      |
| Jamie Foxx        | James W. Sawyer, az Egyesült Államok elnöke  | Kálid Artúr       |
| Maggie Gyllenhaal | Carol Finnerty, titkosszolgálati ügynök      | Németh Borbála    |
| Jason Clarke      | Emil Stenz                                   | Czvetkó Sándor    |
| Richard Jenkins   | Eli Raphelson                                | Kautzky Armand    |
| Joey King         | Emily Cale, John lánya                       | Hermann Lilla     |
| James Woods       | Martin Walker                                | Barbinek Péter    |
| Nicolas Wright    | Donnie Smith                                 | Bodrogi Attila    |
| Jimmi Simpson     | Skip Tyler, számítógépes hacker              | Láng Balázs       |
| Michael Murphy    | Alvin Hammond, az Egyesült Államok alelnöke  | Szersén Gyula     |
| Rachelle Lefevre  | Melanie, John Cale exfelesége                | Nemes Takách Kata |

## Médiamegjelenés
Az elnök végveszélyben DVD-n és BluRay-en 2013. november 5-én jelent meg az Egyesült Államokban, Magyarországon 2014. január 22-én adták ki.[forrás?]